# Шоколадний колір
Шоколадний колір — колір, відтінок коричневого кольору, що нагадує шоколад.
| Колір                 | Зображення |
| --------------------- | ---------- |
| Чорний колір          |            |
| Сірий колір           |            |
| Сріблястий колір      |            |
| Білий колір           |            |
| Золотий колір         |            |
| Каштановий колір      |            |
| Коричневий колір      |            |
| Бурий колір           |            |
| Кавовий колір         |            |
| Оливковий колір       |            |
| Трав'яний колір       |            |
| Аква                  |            |
| Аквамарин             |            |
| Бірюзовий колір       |            |
| Рожевий колір         |            |
| Малиновий колір       |            |
| Пурпуровий колір      |            |
| Бордовий колір        |            |
| Вишневий колір        |            |
| Шоколадний колір      |            |
| Колір слонової кістки |            |
| Хакі                  |            |
| Бежевий колір         |            |